# Пхева (озеро)
Пхева (неп. फेवा ताल) — прісноводне озеро в Непалі, що лежить на півдні долини Покхара. Озеро живиться водою з двох постійних і декількох сезонних джерел, але його рівень регулює дамба, отже його вважають напівприродним прісноводним озером. Це друге за розміром озеро в Непалі й перше в зоні Гандакі (другим є озеро Бегнас). Лежить на висоті 742 метри і займає площу близько 5,23 км². Його середня глибина 8,6 м, а максимальна — 24 м. Максимальна місткість озера близько 43 мільйонів кубічних метрів  За 28 кілометрів на північ від озера лежить гірський масив Аннапурна. Озеро знамените завдяки відбиттю на його поверхні гори Мачапучаре й інших вершин масивів Аннапурна та Дхаулагірі. На його острові розташований храм Тал Барагі.

## Економіка озера
Озеро Пхева й водні атракціони спорту є головними туристичними принадами міста Покхара, а на берегах озера є багато готелів, барів і ресторанів. Єдиний витік з озера використовується для виробництва електроенергії. Електростанція Пхева розташована за  1,5 км на південь від озера. Частину озера також використовують для комерційного вирощування риби в спеціальних клітках.

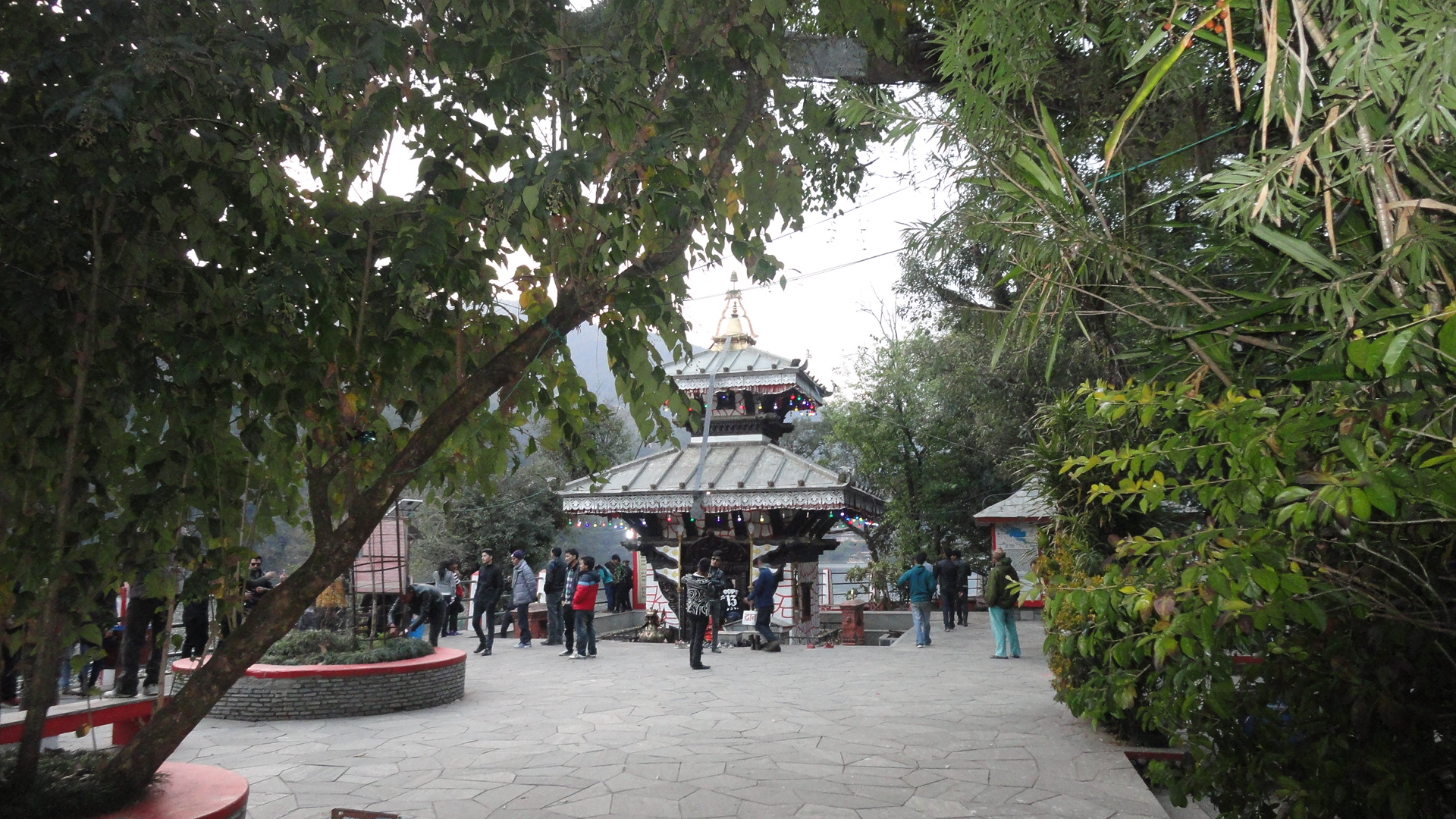
Храм Таал Барахі розташований на острові в центрі озера

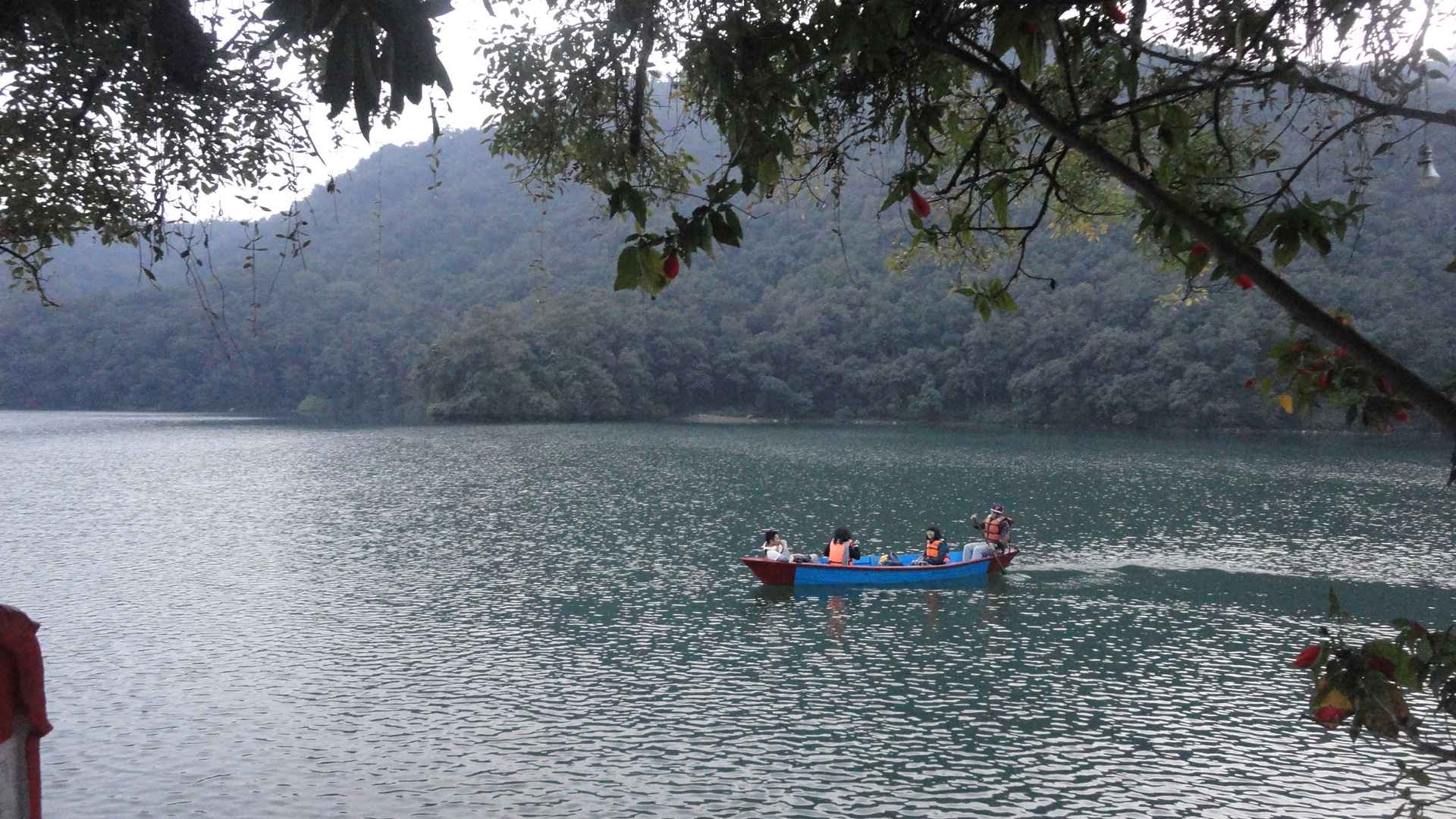
Човен на озері

## Головні принади
- Храм Тал Барагі розташований на однойменному острові в центрі озера Пхева. Це найважливіша релігійна споруда міста Покхара. Вважають, що ця двоповерхова пагода присвячена богу Вішну. Найбільше відвідувачів буває у суботу.
- Байдам — район на східному березі, відомий також як Лейксайд. Це один з найвідоміших туристичних районів Непалу, а також відправна точка туристичного маршруту по місту Покхара[12].

## Галерея

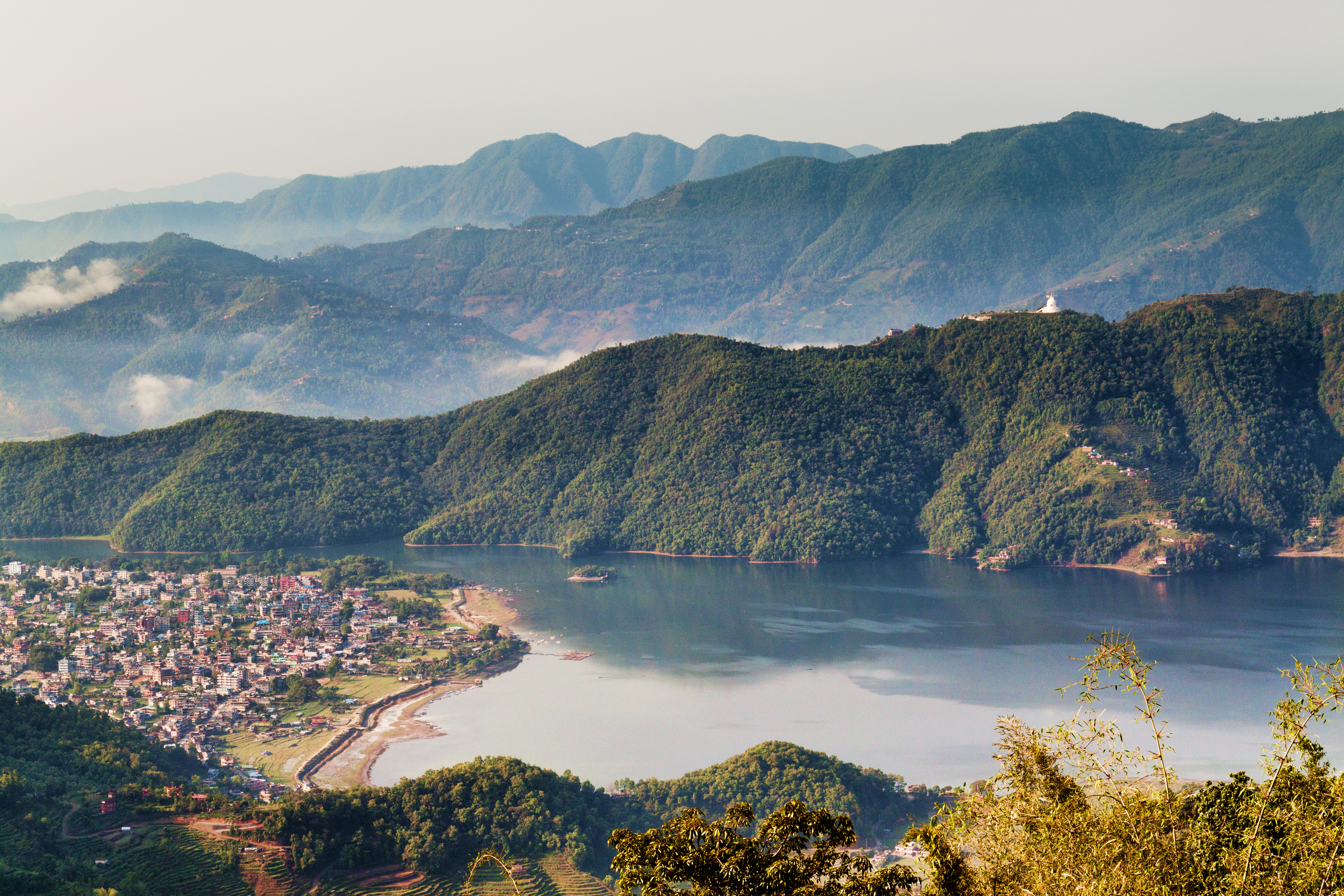
Вишляд на озеро від села Саранкот
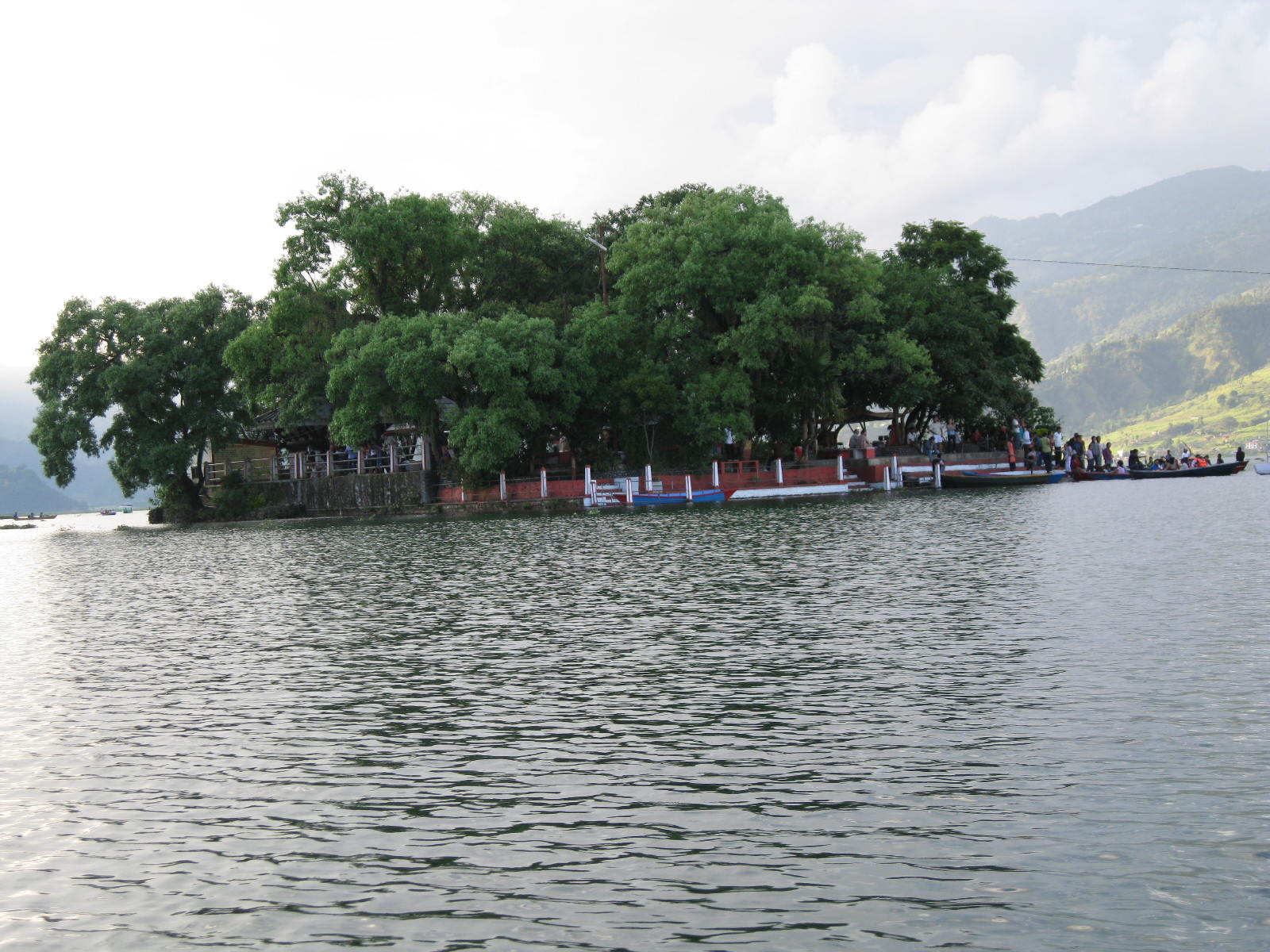
Храм Тал Барагі
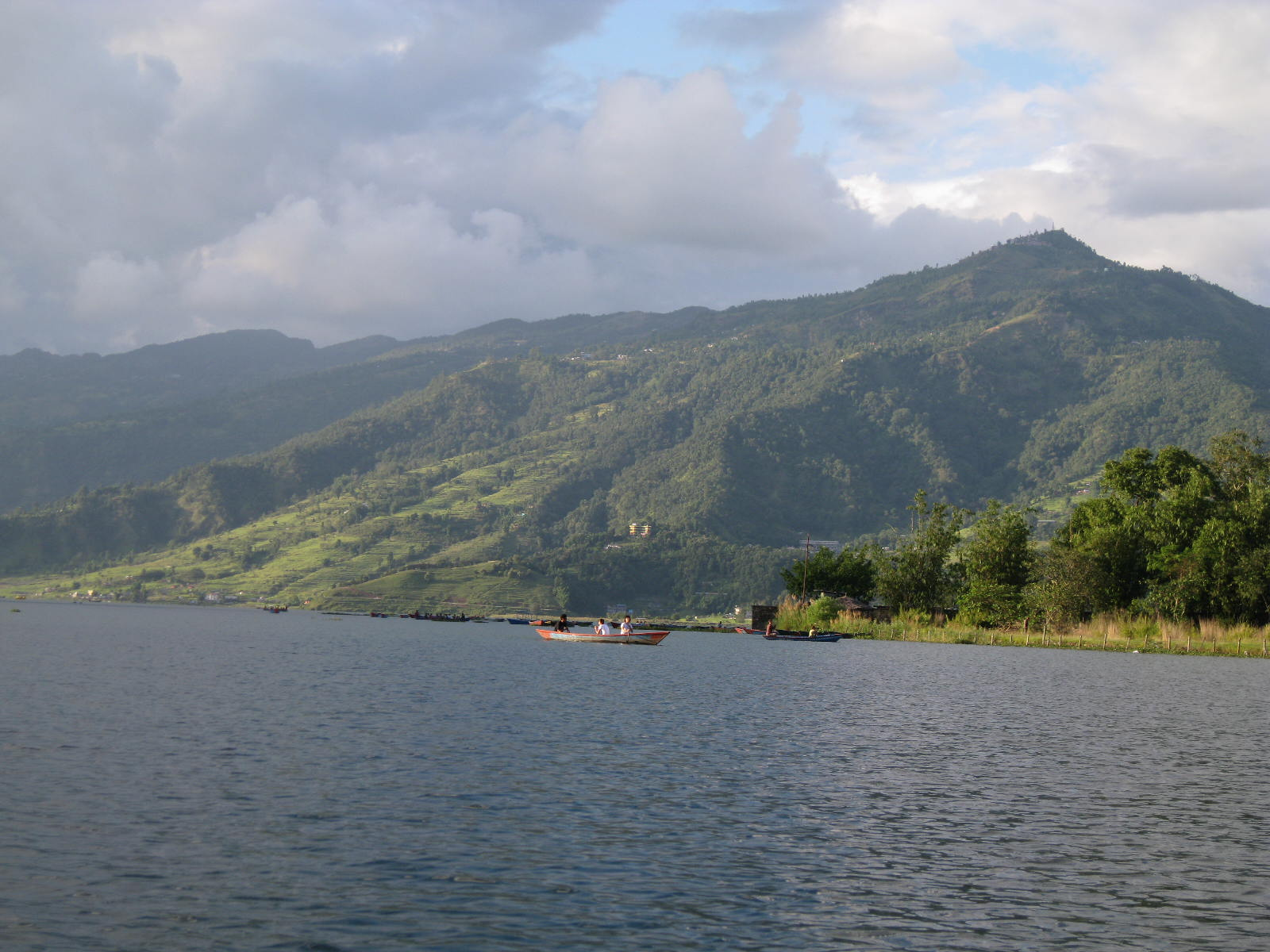
Озеро Пхева
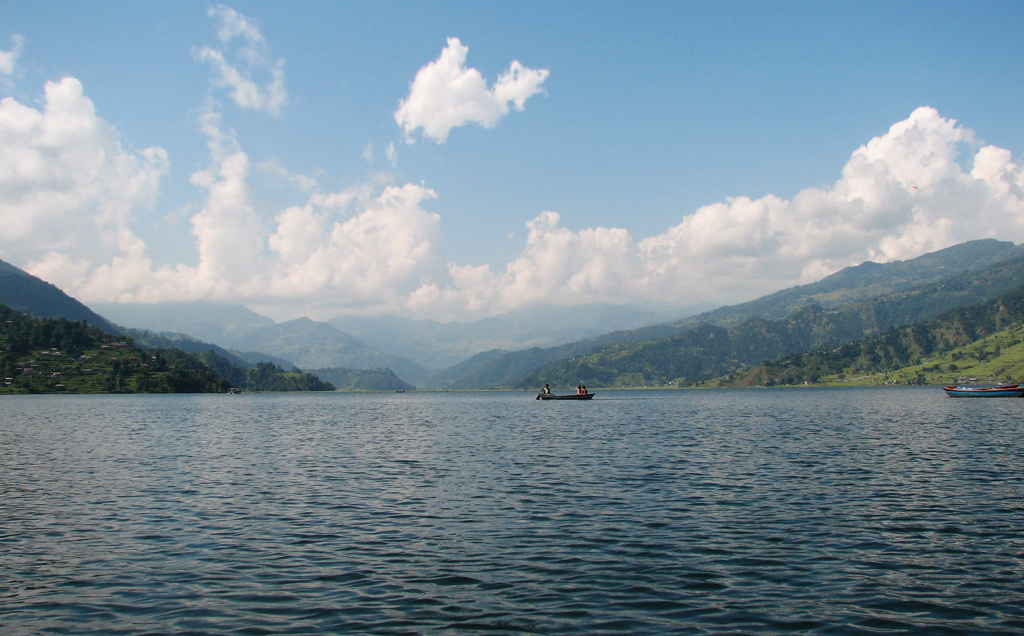
Озеро Пхева